# Blue Slide Park
Blue Slide Park – debiutancki solowy album amerykańskiego rapera Maca Millera. Nazwa wzięła się od parku, który znajduje się na terenie miasta Pittsburgh, skąd pochodzi raper – Frick Parku, potocznie zwanemu Blue Slide Parkiem.

## Oceny i notowania
Płyta zdobyła generalnie mieszaną opinię wśród krytyków muzycznych. Serwis Metacritic, bazując na ośmiu recenzjach, nadał 58/100 punktów, co wskazuje na "mieszane oraz przeciętne recenzje". Biorąc pod uwagę notowania pod względem sprzedaży, krążek zajął szczytowe pozycję sprzedając się w liczbie 145,000 kopii w pierwszym tygodniu.
Przykładowe miejsca w notowanich:
| Notowanie (2011)                 | Pozycja szczytowa |
| -------------------------------- | ----------------- |
| Canadian Albums Chart            | 8                 |
| Billboard 200                    | 1                 |
| Billboard Top R&B/Hip-Hop Albums | 1                 |
| Billboard Top Rap Albums         | 1                 |
| Billboard Independent Albums     | 1                 |

## Lista utworów
Opracowano na podstawie źródła:
1. English Lane
2. Blue Slide Park
3. Party On Fifth Ave
4. PA Nights
5. Frick Park Market
6. Smile Back
7. Under The Weather
8. Of The Soul
9. My Team
10. Up All Night
11. Loitering Album Only
12. Hole In My Pocket
13. Diamonds & Gold
14. Missed Calls
15. Man In The Hat
16. One Last Thing

- Piosenka Donald Trump początkowo miała również znajdować się na tej płycie, później została usunięta, jednak na okładkach niektórych wydań albumu nadal widnieje jako utwór bonusowy nr 17[10]. O tym błędzie poinformował sam artysta poprzez serwis Twitter[11].